# 임태린
임태린(1981년 7월 23일 ~ )은 대한민국의 가수이다. 현재 소속사는 체스 엔터테인먼트이다.
1999년 광고 모델 첫 데뷔하였으며 2000년 MBC 문화방송 TV 시트콤 《뉴 논 스톱》의 단역 출연을 통하여 연기자 데뷔하였고 2005년에 음악 그룹 퍼퓸의 일원으로 정식 데뷔하였으나, 2007년에 솔로 가수로 전향하였다.

## 대표작

### 음반
- 티아 1집 《딥 브리스》(DEEP BREATH)
- 퍼퓸 싱글 앨범 《야심》
- 《컬러스 오브 템테이션》(Colors Of Temptation)

## 주요 출연작

### 텔레비전 프로그램
- 뉴 논스톱(MBC)

### 텔레비전 광고
- SK텔레콤